# Assassinat de Mohsen Fakhrizadeh
El 27 de novembre de 2020, el científic nuclear iranià Mohsen Fakhrizadeh-Mahabadi va ser assassinat. L'atac es va dur a terme amb foc d'explosius i metralladores. El Ministre d'Afers Exteriors de l'Iran va al·legar la participació israeliana en el crim.

## Context
Mohsen Fakhrizadeh-Mahabadi era el científic nuclear més important de l'Iran. També va ser un oficial d'alt rang en el Cos de la Guàrdia Revolucionària Islàmica. En 2018, el Primer Ministre israelià Binyamín Netanyahu va parlar de Fakhrizadeh en una presentació sobre el pla nuclear iranià i va instar la seva audiència a «recordar el seu nom».
Segons The New York Times, Fakhrizadeh era l'objectiu número u de l'agència d'intel·ligència israeliana Mossad. Se'ls va acusar d'estar involucrats en l'assassinat de científics nuclears iranians en la dècada de 2010. Entre 2010 i 2012, quatre científics foren assassinats en cirscumstàncies semblants i el govern iranià sempre els ha culpat a l'Israel.

## Atac
Entre tres i quatre homes armats van volar un cotxe i després van emboscar el vehicle de Fakhrizadeh, que viatjava per un camí rural prop d'Absard, obrint foc contra ell i el guardaespatlla amb qui viatjava. Els seus guardaespatlles van respondre al foc i es va produir un tiroteig. Fakhrizadeh va ser greument ferit i va ser transportat a un hospital, on va morir. El guardaespatlla amb qui viatjava en el cotxe també va morir. Altres quatre persones també van morir en l'incident, i se sospita que són homes armats assassinats pels guardaespatlles.

## Reaccions
El Ministre d'Afers Exteriors Javad Zarif ha tuitejat pocs minuts després de la mort de Fakhrizadeh a l'hospital; «uns covards han matat un eminent científic iranià avui. Aquesta covardia, amb serioses indicacions d'una implicació d'Israel, mostra les seves intencions desesperades de crear una guerra. L'Iran crida la comunitat internacional, i especialment la Unió Europea, a posar fi a la seva vergonyosa doble moral i condemnar aquest atac terrorista».
El ministre de Gabinet d'Afers d'Acció d'Israel Tzachi Hanegbi va declarar lo següent: «no tinc ni idea de qui ho va fer. No és que els meus llavis estiguin segellats perquè sóc responsable, realment no en tinc ni idea».
Analistes polítics i autoritats tant iranianes com d'altres països han identificat Israel i els seus serveis secrets com a responsables, en un atac il·legal segons qualsevol llei internacional que tindria com a objectiu impedir que la nova administració dels Estats Units d'Amèrica de Joe Biden refaci l'acord de pau sobre el programa nuclear assolit entre Iran i els EUA durant l'administració Obama, acord que Israel, amb el seu president Netanyahu, van rebutjar i boicotejar fins que fou abandonat per la presidència de Donald Trump.

### Condemnes internacionals
- Nacions Unides[5]
- Unió Europea[5]
- Alemanya[5]
- Bèlgica[8]
- Qatar[5]
- Síria[5]
- Sud-àfrica[9]
- Turquia[5]
- Veneçuela[5]